# 安德魯·羅森戴爾
安德魯·羅森戴爾（英語：Andrew Rosindell，1966年3月17日—）是一位英格蘭政治人物，他的黨籍是保守黨。2001年開始，他擔任羅姆福德選區的英國下議院議員。他是議會旗幟和紋章委員會與歐洲基金會的成員。他也是英國國會友臺小組副主席兼保守黨臺灣之友會會長。

## 國會生涯
在2017年大選中，羅森戴爾以29,671票再次當選，佔59.4％。2017年，羅信岱與恩佩伯爵發起了一項法案，使用根據《聯合國憲章》第七章凍結的利比亞資金，以補償由格達費政權支持的恐怖主義的受害者。
羅森戴爾於2018年7月4日宣布參選，成為倫敦市長的保守黨候選人，但未進入最後的入圍名單。

## 政治立場
羅辛戴爾主張建立英國聯邦制，並提出了一項法案，要求建立獨立的英格蘭議會，同時反對將英格蘭選票強加給威斯敏斯特議會的英國法律。自2015年以來，羅辛戴爾擔任查戈斯群島議會小組主席。
羅辛戴爾支持不列顛海外領土的廣泛自然保護項目，並表示支持大不列顛海洋聯盟的倡議，以支持將南桑威奇群島重新歸類為完全保護的自然保護區，並指出在這種情況下英國將是世界上唯一在印度洋，太平洋，大西洋建立受到完全保護的自然保護區的國家。在擔任動物福利部影子部長期間，他調查了馬戲團動物的福利問題。羅辛戴爾提到，與動物園相比，馬戲團每年最多要進行七次檢查，而動物園每年只進行一次檢查，而且馬戲團動物的福利屬於《2006年動物福利法》和《動物福利法》的規定。
羅辛戴爾是倫敦黑色出租車的熱心擁護者，並表示贊成在黑色出租車與其他運輸服務提供商之間建立一個公平的競爭環境，後者需要較少的時間和培訓。

## 谴责中国政府
2020年9月8日在工党希柏恩·麦克唐纳的协调下，与包括英国保守党外交事务委员会主席托马斯·图根达特、自由民主党领袖爱德·戴维，以及英国绿党、苏格兰民族党和威尔士党在内的130多名议员给中国驻英大使刘晓明写信，联名谴责中国政府针对新疆维吾尔穆斯林的行为。